# Osama bin Laden
Osama bin Mohammed bin Awad bin Laden (en árabe: أسامة بن محمد بن عوض بن لادن‎, ʔUsāmah bin Muḥammad bin ʕAwaḍ bin Lādin; Riad, 10 de marzo de 1957-Abbottabad, 2 de mayo de 2011) fue un líder militante saudí, fundador y primer emir general de Al Qaeda. Ideológicamente panislamista, Bin Laden participó en los muyahidines afganos contra la Unión Soviética y apoyó a los muyahidines bosnios durante las guerras yugoslavas. Opuesto a la política exterior de Estados Unidos en Oriente Medio, Bin Laden declaró la guerra a Estados Unidos en 1996, promovió ataques contra activos estadounidenses en diversos países, y fue acusado por el gobierno de George W. Bush de haber supervisado la ejecución de los atentados del 11 de septiembre de 2001, siendo considerado como terrorista en diferentes partes del mundo. 
Osama bin Laden es conocido por su papel en ser el cerebro de los atentados del 11 de septiembre de 2001, al World Trade Center y al Pentágono, que resultaron en la muerte de más de 3000 personas. Hecho que sirvió a los Estados Unidos, por orden del presidente George W. Bush, a iniciar la denominada guerra contra el terrorismo. Posteriormente se convirtió en el tema de una persecución internacional durante toda una década, desde 2001 hasta 2011.
Fue también el responsable de otros ataques terroristas contra los Estados Unidos y otras potencias occidentales, incluidos los ataques a las embajadas de Estados Unidos en Kenia y Tanzania, el 7 de agosto de 1998. Hasta el momento de su muerte, el FBI tenía a Bin Laden encausado por los atentados a las embajadas estadounidenses de Kenia y Tanzania, y por su conexión «con otros ataques terroristas en todo el mundo».
Durante mucho tiempo, parte de la opinión pública internacional afirmó la posibilidad de que Osama bin Laden pudiese llevar varios años fallecido, algo que fue claramente desmentido por el grupo terrorista Al-Qaeda a través de Aymán al-Zawahirí, segundo jefe al mando de la organización, en una entrevista emitida por la cadena árabe de televisión Al Jazeera. También fue desmentida su muerte por parte de la CIA (Agencia Central de Inteligencia), más específicamente por su director Michael Vincent Hayden, quien dijo que Bin Laden seguía vivo pero aislado. También se ha señalado que su figura se ha mitificado en Europa y Estados Unidos como cabeza absoluta de Al Qaeda, simplificando la estructura descentralizada de la organización.
Había una recompensa por Osama bin Laden de USD 50 000 000. Adicionalmente se entregarían otros USD 2 000 000 a través de un programa establecido por la Asociación de Pilotos de Aerolíneas y la Asociación del Transporte Aéreo.
Sobre las 23:30 horas del domingo 1 de mayo de 2011 (hora de Washington D. C.; en Pakistán y otras partes del mundo era ya el día 2 de mayo), el presidente de los Estados Unidos, Barack Obama anunció de manera oficial la muerte de Bin Laden, tras un operativo militar realizado por comandos estadounidenses en una residencia en las afueras de Abbottabad, Pakistán.

## Biografía

### Primeros años y educación
Nacido en Riad (Arabia Saudita), fue el decimoséptimo hijo (entre más de cincuenta) de Mohammad bin Awad bin Laden, uno de los empresarios de la construcción más ricos de ese país, y su décima mujer, Hamida al-Attas. Bin Laden fue criado como musulmán wahhabi. De 1968 a 1976 asistió a una escuela secular de élite llamada Al-Thager. Estudió en la Universidad Rey Abdul Aziz, aunque no se conoce con certeza si se graduó con una licenciatura en Ingeniería. Cuando su padre murió en un accidente de avioneta en 1967, su enorme imperio industrial, el Grupo Saudi Binladin, pasó a manos de sus hijos.

## Creencias e ideología
Bin Laden creía que la restauración de la ley sharia haría del mundo islámico un lugar mejor y se oponía al resto de las ideologías —panarabismo, socialismo, comunismo, democracia—. Llegó a afirmar que Afganistán, bajo el gobierno del líder talibán Mullah Omar, era el único 'país islámico' en el mundo musulmán. Siempre apoyó el uso de la violencia en forma de yihad para así combatir las injusticias perpetradas por Estados Unidos y en ocasiones por países occidentales contra el mundo árabe, acabar con el Estado de Israel y empujar a Estados Unidos a abandonar Oriente Medio. Además, descalificó al pueblo estadounidense en una carta escrita en 2002, condenándolo por «sus actos inmorales de fornicación, homosexualidad, drogadicción, ludopatía y usura».
Probablemente, la idea que hizo más impopular a Bin Laden fue aquella que justificaba la muerte de civiles (incluidos mujeres y niños) como daños inevitables de la santa yihad. Bin Laden era antijudío y antiisraelí, como demostraban sus advertencias en contra de supuestas conspiraciones judías: «Los judíos son grandes usureros, así como traidores natos. No dejarán nada para ti, ni en este mundo ni en el siguiente». Tachaba a los musulmanes chiitas, junto con los «herejes» –EE. UU. e Israel–, como las cuatro grandes amenazas para el mundo islámico en su ideología de clases de la organización terrorista Al-Qaeda.
De acuerdo con las creencias sunitas Wahhabis, Bin Laden se oponía a la existencia de la música en el ámbito religioso, y su aceptación de la tecnología no era plena. Estaba interesado en la mecánica del movimiento planetario terrestre, así como en la ingeniería genética de las plantas. Sus métodos lo habrían llevado a ser calificado de terrorista por académicos, periodistas del New York Times, la British Broadcasting Corporation, la cadena informativa Al Jazeera e incluso por varios analistas, como por ejemplo Peter Bergen, Marc Sageman o Bruce Hoffman.

## Carrera militar

### Participación en la guerra de Afganistán
Poco después de que la Unión Soviética interviniera en Afganistán, Bin Laden, así como miles de otros islamistas alrededor del mundo, se unió a la «guerra santa». En 1980 comenzó a reclutar guerrilleros y estableció sus primeros campamentos. Entrenado por la CIA, aprendió cómo mover dinero a través de sociedades fantasmas y paraísos fiscales; a preparar explosivos; a utilizar códigos cifrados para comunicarse; y a ocultarse. Por esa época, los Estados Unidos colaboraban incondicionalmente con los grupos afganos, debido a su participación en la guerra contra la URSS (entre 1979 y 1989 los estadounidenses entregaron cerca de tres mil millones de dólares a la resistencia afgana, que favoreció a Bin Laden). Después de la retirada soviética en 1989, Bin Laden regresó a su país como un héroe, pero su objeción a la presencia de tropas estadounidenses en Arabia Saudí durante la guerra del Golfo lo llevó a una creciente desavenencia con los líderes de su país. A pesar de este progresivo alejamiento en la década de 1990 de las posturas del gobierno saudí y sus aliados occidentales, aún en 1993 la prensa británica describía a Bin Laden como «un guerrero antisoviético que pone a su ejército en el camino hacia la paz».

### Masacre de Gilgit de 1988
En mayo de 1988, en respuesta a los rumores de una masacre de suníes por parte de los chiitas, un gran número de chiíes de Gilgit y sus alrededores, Pakistán, fueron asesinados en una masacre. Los civiles chiitas también fueron violados. B. Raman, uno de los fundadores del Ala de Investigación y Análisis de la India, alega que la masacre fue en respuesta a una revuelta de los chiitas de Gilgit durante el gobierno del dictador militar Zia-ul Haq. Alegó que el ejército pakistaní indujo a Osama bin Laden a dirigir un grupo armado de tribus suníes, procedentes de Afganistán y de la Provincia de la Frontera Noroeste, a Gilgit y sus alrededores para reprimir la revuelta.

### Formación de Al Qaeda

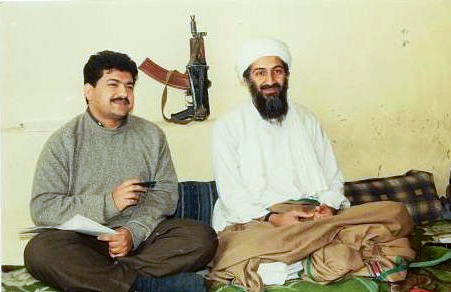
Osama bin Laden junto al periodista pakistaní Hamid Mir en una entrevista que concedió en Kabul en 1997. El AKS-74U colgado en la pared representa la victoria de los muyahidines, de los que formaba parte bin Laden, en la guerra contra el Estado socialista afgano y la Unión Soviética.

Entre agosto de 1988 y finales de 1989, fundó una red terrorista conocida como Al Qaeda (en árabe: القاعدة‎ al-qā`ida, ‘la Base’), la cual consistía, en gran medida, en militantes musulmanes que Bin Laden había conocido en Afganistán, tales como su lugarteniente Aymán al-Zawahirí, junto con el propio Bin Laden. El grupo presuntamente financió y organizó varios ataques por todo el mundo, incluidos la detonación de coches bomba contra blancos estadounidenses en Arabia Saudí en 1996, el asesinato de turistas en Egipto en 1997 y los ataques con bomba simultáneos a las embajadas estadounidenses en Nairobi (Kenia) y en Dar es Salaam (Tanzania) en 1998, los cuales terminaron con la vida de 224 personas y miles de heridos.
En 1994, después de que el Gobierno saudí confiscó su pasaporte tras acusarlo de subversión, Bin Laden huyó a Sudán, donde se lo acusa de haber organizado campos de entrenamiento terroristas y de donde fue expulsado finalmente en 1996. Luego regresó a Afganistán, donde recibió protección de los talibanes, la milicia gobernante.
Entre 1996 y 1998, Bin Laden emitió una serie de fatwas (en árabe: ‘decretos religiosos’) declarando una guerra santa contra los Estados Unidos, al cual acusó, entre otras cosas, de saquear los recursos naturales del mundo musulmán y de ayudar e incitar a los enemigos del Islam. Al parecer la meta de Bin Laden era involucrar a los Estados Unidos en una guerra a gran escala en el mundo musulmán, que terminaría con los Gobiernos musulmanes moderados y restablecería el califato (es decir, un único Estado musulmán). Con este fin, Al Qaeda entrenó y equipó a terroristas con la ayuda de la considerable riqueza de Bin Laden. Tuvo miles de seguidores por todo el mundo, en lugares tan diversos como Arabia Saudí, Yemen, Libia, Bosnia, Chechenia y las Filipinas.

### Estancia en Sudán
En 1991, Bin Laden fue expulsado de Arabia Saudita por su gobierno después de criticar repetidamente la alianza saudí con Estados Unidos.Él y sus seguidores se mudaron primero a Afganistán y luego se trasladaron a Sudán en 1992, en un acuerdo negociado por Ali Mohamed. El equipo de seguridad personal de Bin Laden consistía en guardaespaldas seleccionados personalmente por él. Su arsenal incluía SA-7, misiles Stinger, AK-47, RPG y ametralladoras PK. Mientras tanto, entre marzo y abril de 1992, Bin Laden trató de desempeñar un papel pacificador en la escalada de la guerra civil en Afganistán, instando al señor de la guerra Gulbuddin Hekmatyar a unirse a los otros líderes muyahidines que negociaban un gobierno de coalición en lugar de tratar de conquistar Kabul por sí mismo.
La inteligencia estadounidense monitoreó a Bin Laden en Sudán usando operativos para correr diariamente y fotografiar las actividades en su complejo, y usando una casa de seguridad de inteligencia e inteligencia de señales para vigilarlo y registrar sus movimientos.
En Sudán, Bin Laden estableció una nueva base para las operaciones de los muyahidines en Jartum. Compró una casa en la calle Al-Mashtal, en el próspero barrio de Al-Riyadh, y un retiro en Soba, en el Nilo Azul. Durante su estancia en Sudán, invirtió fuertemente en infraestructura, en agricultura y negocios. Fue el agente en Sudán de la firma británica Hunting Surveys, y construyó carreteras utilizando las mismas excavadoras que había empleado para construir caminos de montaña en Afganistán. Muchos de sus trabajadores eran los mismos combatientes que habían sido sus camaradas en la guerra contra la Unión Soviética. Era generoso con los pobres y popular entre el pueblo. Continuó criticando al rey Fahd de Arabia Saudita. En respuesta, en 1994 Fahd despojó a Bin Laden de su ciudadanía saudí y persuadió a su familia para que cortara su estipendio de 7 millones de dólares al año.
En ese momento, Bin Laden estaba siendo vinculado con la Yihad Islámica Egipcia (YIE), que constituía el núcleo de al-Qaeda. En 1995, la EIJ intentó asesinar al presidente egipcio Hosni Mubarak. El intento fracasó y Sudán expulsó a la YIE.
El Departamento de Estado de Estados Unidos acusó a Sudán de ser patrocinador del terrorismo internacional y a Bin Laden de operar campos de entrenamiento terrorista en el desierto sudanés. Sin embargo, según las autoridades sudanesas, esta postura quedó obsoleta cuando el líder político islamista Hassan al-Turabi perdió influencia en su país. Los sudaneses querían comprometerse con Estados Unidos, pero los funcionarios estadounidenses se negaron a reunirse con ellos, incluso después de que habían expulsado a Bin Laden. No fue hasta el año 2000 que el Departamento de Estado autorizó a los funcionarios de inteligencia estadounidenses a visitar Sudán.

### Regreso a Afganistán
Debido a la creciente presión sobre Sudán por parte de Arabia Saudita, Egipto y Estados Unidos, a Bin Laden se le permitió irse a un país de su elección. El 18 de mayo de 1996 optó por regresar a Yalalabad (Afganistán) a bordo de un vuelo fletado; allí forjó una estrecha relación con el mulá Mohammed Omar. Según la Comisión del 9-S, la expulsión de Sudán debilitó significativamente a Bin Laden y su organización. Algunas fuentes de inteligencia africanas han argumentado que la expulsión dejó a Bin Laden sin otra opción que convertirse en un radical a tiempo completo, y que la mayoría de los 127 árabes afganos que se fueron con él se convirtieron posteriormente en terroristas. Varias fuentes informan que Bin Laden perdió entre 118 y 20 millones de dólaresen Sudán; el gobierno confiscó su equipo de construcción y Bin Laden se vio obligado a liquidar sus negocios, tierras e incluso sus caballos.

### Atentados del 11 de septiembre

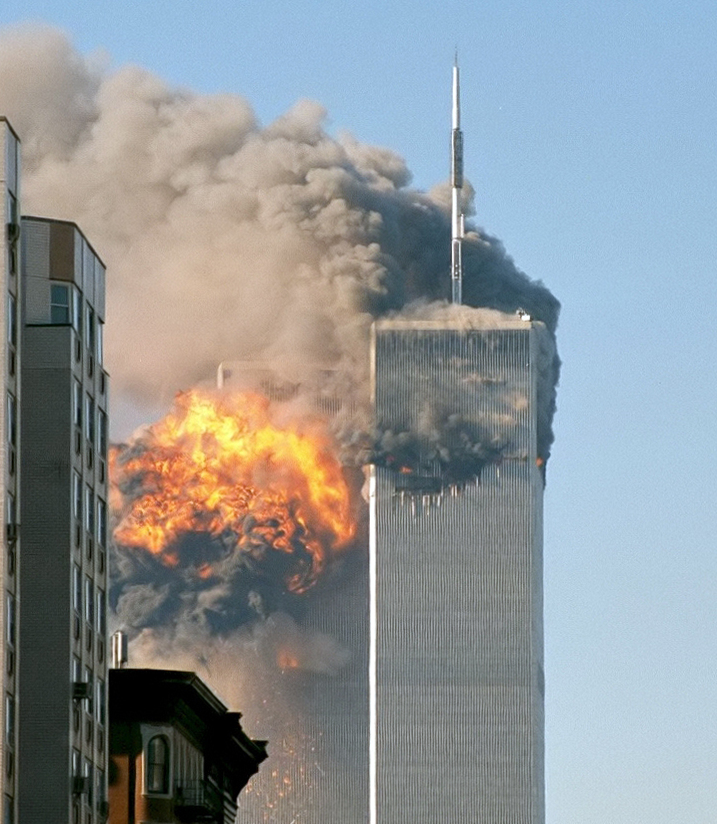
Impacto del segundo avión en la Torre 2 durante los atentados terroristas del 11 de septiembre de 2001 en Nueva York.

El 11 de septiembre de 2001 se secuestraron cuatro aviones comerciales de los cuales dos se estrellaron en el World Trade Center, uno en El Pentágono y uno en Pensilvania. Las autoridades estadounidenses lo culparon de la preparación y financiación del atentado tras la reivindicación hecha por el propio Bin Laden, aunque el autor intelectual fue un radical islámico pakistaní llamado Jalid Sheij Mohammed, información que se corroboró en 2006. Ante la negativa del régimen talibán de entregarlo, el ejército estadounidense invadió Afganistán para encontrarlo.
La búsqueda fue infructuosa: se dio con el paradero de los principales líderes del régimen talibán, pero a pesar de haber acorralado a Bin Laden en la región de Tora Bora, este consiguió escapar a Pakistán. Llegó a afirmarse que ya había muerto en alguno de los bombardeos que tuvieron lugar durante la invasión. Sin embargo, en la ciudad de Jalalabad localizaron un vídeo donde aparecía Bin Laden reivindicando los atentados, con lo cual el Gobierno estadounidense pudo justificar la invasión a Afganistán, ya que ello constituía una prueba de su culpabilidad.
Algunos dudan que la persona que aparece en dicho vídeo sea realmente Osama bin Laden argumentando:
- El poco parecido del hombre del vídeo con fotografías anteriores de Bin Laden.[72]
- El hecho de que lleve un anillo de oro en un dedo, lo cual está prohibido por la doctrina islámica que profesa.[72]
- Y que utilice su mano derecha, cuando se le supone zurdo.[72]

Hay quien opina que el vídeo no es más que una falsificación para culpar a Bin Laden y tener una justificación de la invasión de Afganistán y la culpabilidad de Al Qaeda. A pesar de todo esto, las autoridades estadounidenses afirman que el vídeo es auténtico, que el que aparece en él es Osama bin Laden y que por tanto el vídeo es una prueba de que fue el autor intelectual de los atentados del 11 de septiembre.

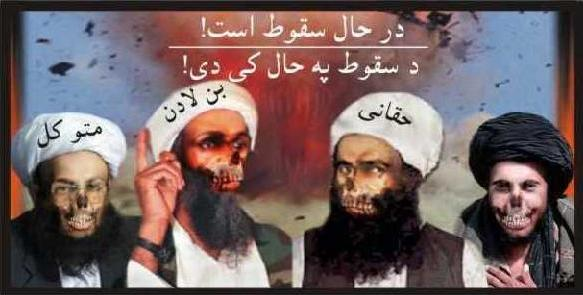
Folleto de Bin Laden distribuido por EE. UU. en la guerra contra Afganistán.

Bin Laden reivindicó los atentados en octubre de 2004, es decir, tres años después de cometidos, justo antes de las elecciones presidenciales en Estados Unidos, enviando un vídeo a la cadena de televisión Al Jazeera, en el que se lo ve con aparente buena salud, leyendo un papel, y haciendo gestos a cámara para enfatizar parte del discurso, en el video además de reivindicar los atentados, bin Laden también condenó la administración Bush por la decisión de haber invadido Afganistán.
El papel de Bin Laden en el 11-S sigue sin estar claro; pero según las confesiones de Jalid Sheij Mohammed, Bin Laden solo proporcionó los recursos y la gestión preparatoria. En la página de los 10 fugitivos más buscados del FBI, se le atribuían varios atentados terroristas pero no se mencionó específicamente los del 11-S, limitándose a constatar que se le buscaba por su conexión con «atentados en todo el mundo», siguiendo la práctica habitual de encausar a los fugitivos solo por uno o dos delitos, con independencia del número real de delitos que se le atribuyen. El periodista Ed Haas (editor y redactor del Muckraker Report), se comunicó el 5 de junio de 2006 con el cuartel general del FBI sobre este asunto. Rex Tomb, jefe retirado de Publicidad Investigativa del FBI, le dijo: «La razón de por qué el 11/9 no es mencionado en la página de Osama bin Laden como más buscado es porque el FBI no tiene evidencia convincente de su conexión con el 11 de septiembre». Todo esto sido mencionado por el Movimiento por la verdad del 11-S. El FBI desautorizó las declaraciones de Tomb, argumentando que la información que poseía este no era precisa y que Tomb no es especialista en terrorismo. La posición oficial del FBI es que Bin Laden es responsable de los atentados del USS Cole, las embajadas de Kenia y Tanzania y que su implicación en los atentados del 11-S es irrefutable.

## Cargos penales
El 16 de marzo de 1998, Libia emitió la primera orden oficial de detención de la Interpol contra Bin Laden y otras tres personas. Fueron acusados de matar a Silvan Becker, agente del servicio de inteligencia nacional de Alemania, la Oficina Federal para la Protección de la Constitución, en el Departamento de Terrorismo, y a su esposa Vera en Libia el 10 de marzo de 1994. Bin Laden todavía era buscado por el gobierno libio en el momento de su muerte. Osama bin Laden fue acusado por primera vez por un gran jurado de los Estados Unidos el 8 de junio de 1998, por cargos de conspiración para atacar servicios públicos de defensa de los Estados Unidos y los fiscales acusaron además a Bin Laden de ser el jefe de la organización terrorista llamada al-Qaeda, y que era un importante patrocinador financiero de los combatientes islámicos en todo el mundo. El 4 de noviembre de 1998, Osama bin Laden fue acusado formalmente por un Gran Jurado Federal en el Tribunal de Distrito de los Estados Unidos para el Distrito Sur de Nueva York, por cargos de asesinato de ciudadanos estadounidenses fuera de los Estados Unidos, conspiración para asesinar a ciudadanos estadounidenses fuera de los Estados Unidos y ataques a una instalación federal con resultado de muertepor su presunta participación en los atentados de 1998 contra las embajadas de los Estados Unidos en Kenia y Tanzania. Las pruebas contra Bin Laden incluían testimonios en la corte de exmiembros de Al Qaeda y registros telefónicos satelitales, de un teléfono comprado para él por el agente de adquisiciones de Al Qaeda Ziyad Khaleel en Estados Unidos. Sin embargo, los talibanes decidieron no extraditar a Bin Laden sobre la base de que no había pruebas suficientes publicadas en las acusaciones y que los tribunales no musulmanes carecían de legitimación para juzgar a musulmanes.
Bin Laden se convirtió en la persona número 456 en la lista de los diez fugitivos más buscados del FBI, cuando fue añadido el 7 de junio de 1999, tras su acusación junto con otros por delitos capitales en los ataques a la embajada de 1998. Los intentos de asesinato y las solicitudes de extradición de Bin Laden de los talibanes del Afganistán fracasaron antes del bombardeo de Afganistán en octubre de 2001.

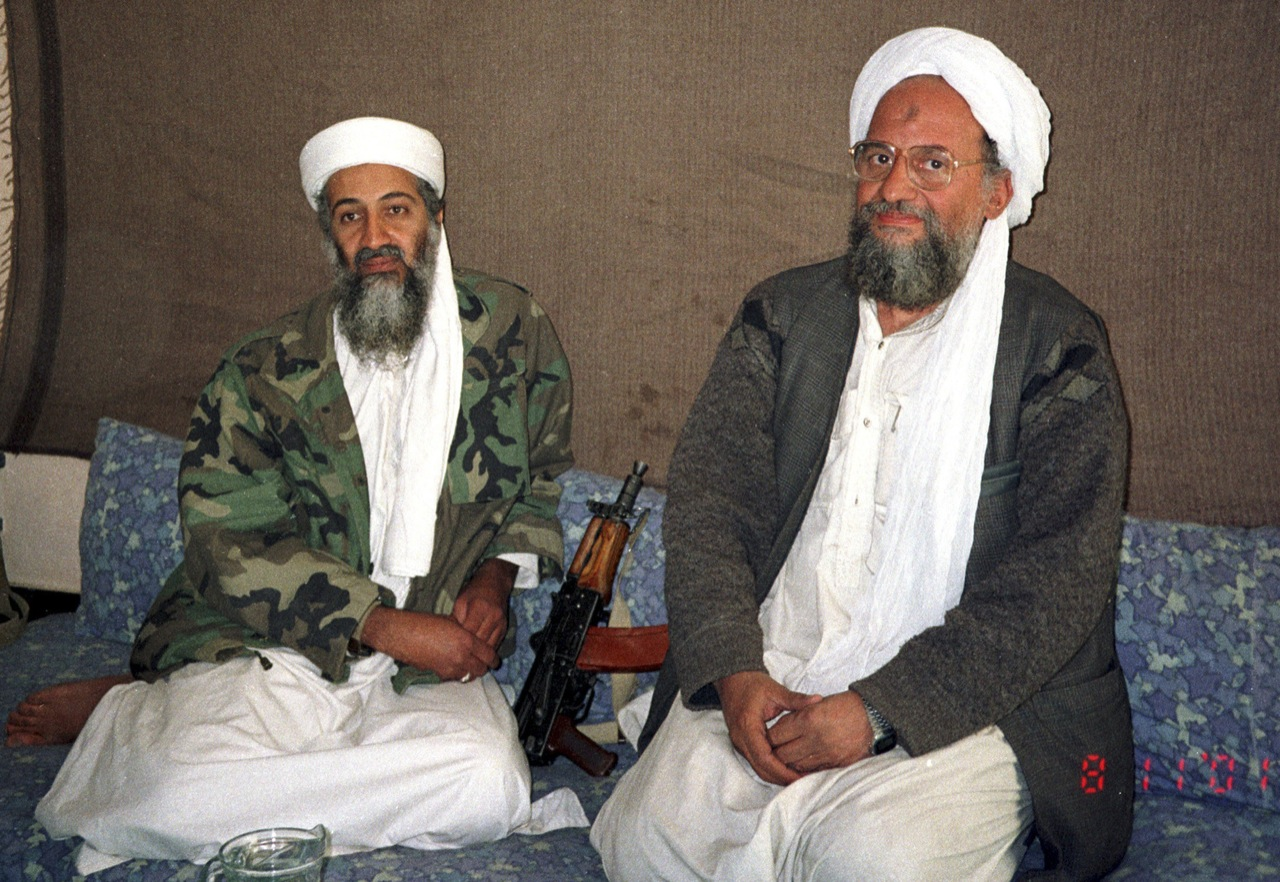
Osama bin Laden se sienta con su asesor Ayman al-Zawahiri durante una entrevista con el periodista pakistaní Hamid Mir. Hamid Mir tomó esta fotografía durante su tercera y última entrevista con Osama bin Laden en noviembre de 2001 en Kabul. Ayman al-Zawahiri estuvo presente en la entrevista y actuó como traductor de Osama bin Laden.

El 10 de octubre de 2001, Bin Laden también apareció en la lista inicial de los 22 terroristas más buscados por el FBI, que fue dada a conocer al público por el presidente de los Estados Unidos, George W. Bush, en respuesta directa a los ataques del 11 de septiembre, pero que nuevamente se basó en la acusación por el ataque a la embajada de 1998. Bin Laden formaba parte de un grupo de trece terroristas fugitivos buscados en esa última lista para ser interrogados sobre los atentados con bombas en la embajada de 1998. Bin Laden sigue siendo el único fugitivo que ha sido incluido en las dos listas de fugitivos del FBI.
A pesar de las múltiples acusaciones enumeradas anteriormente y las múltiples solicitudes, los talibanes se negaron a extraditar a Osama bin Laden. Sin embargo, se ofrecieron a juzgarlo ante un tribunal islámico si se presentaban pruebas de la participación de Osama bin Laden en los ataques del 11 de septiembre. No fue hasta ocho días después de que comenzara el bombardeo de Afganistán en octubre de 2001 que los talibanes finalmente ofrecieron entregar a Osama bin Laden a un tercer país para ser juzgado a cambio de que Estados Unidos pusiera fin al bombardeo. Esta oferta fue rechazada por el presidente Bush afirmando que ya no era negociable, y Bush respondió que "no hay necesidad de discutir la inocencia o la culpabilidad. Sabemos que es culpable".

### Supuestas muertes
El 2 de noviembre de 2007, Benazir Bhutto reveló que Osama bin Laden fue asesinado por Ahmed Omar Saeed Sheikh. Esta revelación fue suprimida por la BBC de la entrevista original.
Bin Laden aparece en 2007 en un nuevo vídeo y, según miembros del servicio de inteligencia de Estados Unidos, aseguran que la cinta es «genuina y que la voz emanada del vídeo pertenece al líder de Al-Qaeda».
El 31 de enero de 2010, el diario español El País y el periódico colombiano El Tiempo, presentaron una entrevista a Sultan Tarar, «mano derecha» del fugitivo talibán Mullah Omar, en la cual afirma que Bin Laden murió de un cáncer de riñón entre mayo y junio de 2002.
Sin embargo, el 25 de marzo de 2010 Osama bin Laden aparece y envía una advertencia al gobierno de los Estados Unidos a través de un audio emitido por la cadena de televisión catarí Al Jazeera, Bin Laden dijo que el día que EE. UU. tome la decisión de ejecutar a Jálid Sheij Mohámed, supuesto cerebro de estos atentados, Al Qaeda ejecutará a todos los estadounidenses en su poder.

### Su personalidad según sus mujeres
Osama Bin Laden tuvo más de veinte hijos con cinco esposas. Algunas esposas y amantes han declarado sobre su personalidad. Su primera esposa fue su prima, Najwa Ghanem, con quien tuvo once hijos, pero luego lo dejó y se marchó de Afganistán unos meses antes del 11 de septiembre. Su segunda esposa, Khadija Sharif, tres hijos, no soportó la vida austera en Sudán, divorciándose en la década de 1990. Su tercera esposa, Khairiah Sabar, con un hijo, no sobreviviría a los bombardeos de Afganistán del 2001.
Su amante africana entre 1996 y 1998, Kola Boof, confesó que la violó en algunas ocasiones y hasta llegó a secuestrarla durante diez meses en un hotel marroquí. Comentó que tenía una actitud violenta en el sexo, le pegaba para que consintiera sus caprichos sexuales, mordía muy fuerte hasta hacerle gritar de dolor, además de emitir unos sonidos animales espantosos y de tener un olor corporal horrible, tal como revela en su Diario de una chica perdida. También lo calificó de genio, poeta, racista, muy apasionado, muy delicado y confundido, además con amor por la cultura occidental, obsesión por la cantante Whitney Houston, así como por la marihuana.
Su cuarta esposa, Siham Sabar, le dio cuatro hijos y lo abandonó cuando llegó la última esposa de diecisiete años, declarando a ABC que «trataba a su familia como a perros», y lo describió como un monstruo que vivía en constante alerta, solo dormía dos o tres horas y comía muy poco. El quinto matrimonio solo duró cuarenta y ocho horas. Su última esposa fue Amal Ahmed Abdul Fatah, veintiséis años menor que él, por quien pagó cinco mil dólares, muy religiosa, con quien probablemente tuvo seis hijos y que fue herida durante el asesinato de Bin Laden por defenderlo, pues le tenía mucha admiración. Las Fuerzas Especiales estadounidenses encontraron en su casa de Abbottabad abundante material pornográfico, tanto en videos como en sus computadoras.
Por otro lado, es probable que las relaciones maritales de Bin Laden fueran su perdición. De acuerdo con Shaukat Qadir, un general de brigada pakistaní retirado, una de sus esposas lo habría delatado a las fuerzas estadounidenses. Al parecer, su tercera esposa, Khairiah, no habría muerto en 2001, sino que huyó a Irán, donde quedó bajo arresto domiciliario, y luego se reencontró con Bin Laden en Pakistán en 2011. Luego de la muerte de Bin Laden, sus viudas se reencontraron en Islamabad bajo la custodia de las fuerzas de seguridad; allí, Khairiah (61), que habría vivido apartada en el piso inferior en Abbottabad, acusaba a Amal (29), su última esposa, de ser una prostituta que acaparaba las veinticuatro horas a Osama. A su vez, Amal acusaba a Khairiah de traición y de ser la real asesina de Osama. Otros familiares apoyaron a Amal; uno de los hijos, llamado Khalid, habría advertido a Bin Laden de una probable traición por parte de Khairiah. Sin embargo, ni el gobierno estadounidense ni el pakistaní han confirmado estos hechos.

## Paradero desconocido durante años

Bin Laden era uno de los diez hombres más buscados por el FBI

Ha existido un gran número de reclamaciones no verificadas acerca de su estado y ubicación, incluidos los rumores de su muerte en varios años, y las reivindicaciones de sus visitas a diversos países. Sin embargo, aunque hay grabaciones de vídeo donde aparece Bin Laden no se pudo saber con exactitud su localización en esa época.
Después de los atentados del 11 de septiembre de 2001, los Estados Unidos pidieron a las autoridades talibanes entregar a Bin Laden para que enfrentara cargos por terrorismo. Los talibanes se negaron a entregar a Bin Laden sin pruebas o indicios de su implicación en los atentados del 11 de septiembre, e hizo una contraoferta para que Bin Laden fuese a un tribunal islámico o lo extraditaran a otro país. Ambas ofertas fueron rechazadas por el gobierno de los Estados Unidos.
Los rumores de su muerte siguieron, se decía que estaba muerto o fatalmente herido durante los bombardeos de Estados Unidos después de los atentados del 11 de septiembre, o que había muerto por causas naturales. De acuerdo con Gary Berntsen, en su libro de 2005, Jawbreaker, un número de Al Qaeda detenidos más tarde confirmó que Bin Laden había escapado de Pakistán, a través de una ruta oriental a través de montañas cubiertas de nieve en el área de Parachinar, Pakistán. Los medios de comunicación informaron de que Bin Laden sufría de una enfermedad renal que lo obligaba a tener acceso a servicios médicos avanzados, posiblemente diálisis renal. Ayman al-Zawahiri que es el segundo Jefe al mando de Al Qaeda es quien ha brindado atención médica a Bin Laden.
La CIA afirmaba por aquel entonces que Osama bin Laden estaba vivo y escondido en el noroeste de Pakistán, en gran parte aislado de las operaciones diarias de Al Qaeda.
Por otra parte, en el mes de enero de 2010 el FBI divulgó unas imágenes virtuales de Osama bin Laden, en las que proyectaba el aspecto que tendría en ese momento el líder de Al Qaeda. Los expertos forenses del FBI aseguraron que Bin Laden seguiría teniendo barba, además, se especulaba que el líder de Al Qaeda caminaría con un bastón.

### Los informes sobre el paradero
Declaraciones sobre la ubicación de Osama bin Laden fueron realizadas desde diciembre de 2001, aunque ninguna fue probada definitivamente y algunas han puesto Osama en lugares diferentes durante períodos de tiempo superpuestos. Dado que una gran ofensiva militar en Afganistán a raíz de los ataques de Al Qaeda en los Estados Unidos no lograron descubrir su paradero, Pakistán había sido identificado regularmente como sospecha de su escondite.

## Muerte

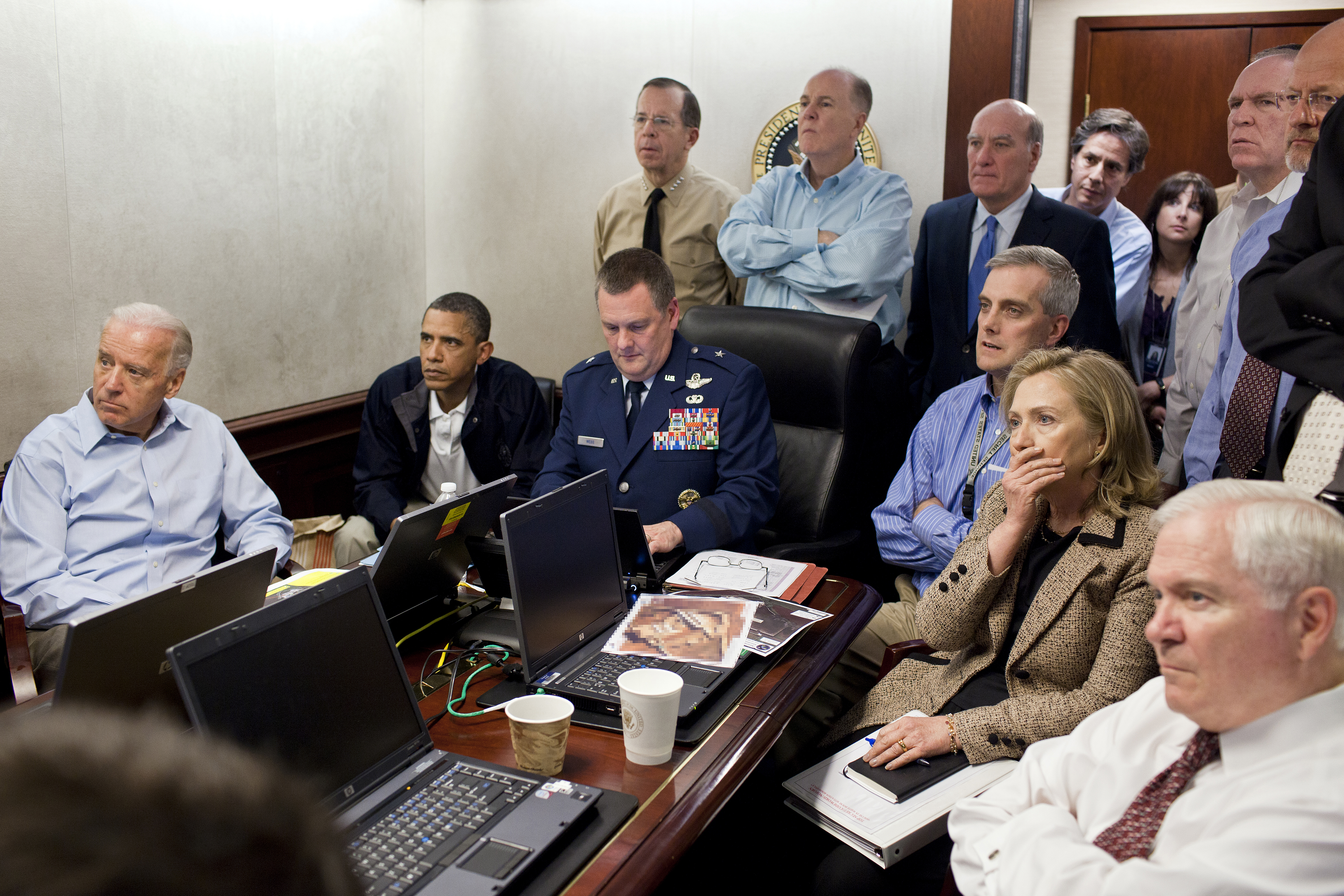
Obama, Clinton y otros miembros del Gobierno de EE. UU. siguiendo en directo la operación que acabaría en la muerte de Bin Laden.

El 1 de mayo de 2011 se informó que Osama bin Laden murió durante una acción militar de EE. UU. Se confirmó la identidad de Bin Laden comparando muestras conservadas de ADN de su hermana muerta, con ADN del cuerpo sin vida. El cadáver fue tomado por elementos de fuerzas armadas de EE. UU. tras el ataque, y quedó en su posesión.
Ese día, a las 22:40 (GMT -05:00), el presidente Barack Obama se dirigió a la nación afirmando, previa confirmación por parte de funcionarios estadounidenses, que Osama bin Laden había muerto en una operación secreta en Abbottabad, Pakistán, ciudad 50 kilómetros al noreste de Islamabad y 150 kilómetros al este de Peshawar. Obama indicó que la operación fue obra de un pequeño grupo que actuó bajo sus órdenes y contó con ayuda del Gobierno pakistaní.
La localización y muerte de Bin Laden fue facilitada al seguir los pasos de uno de los miembros y mensajeros de su grupo íntimo. Dos años antes, los servicios de inteligencia estadounidenses localizaron la región en donde operaba su mensajero. A partir de esos datos en agosto de 2010 fue localizada la zona en que podía vivir, a unos 55 kilómetros al norte de la capital de Pakistán, Islamabad, en una mansión fortificada. En febrero de 2011, los servicios de inteligencia ya estaban seguros de que en la residencia objeto de investigación se encontraba la familia Bin Laden. En marzo, el presidente de los Estados Unidos, Barack Obama, tuvo conocimiento de los datos de inteligencia y el 29 de abril aprobó la operación. Esta no fue comunicada a ningún país, ni siquiera a Pakistán, y se desarrolló en cuarenta minutos por un grupo de élite reducido del ejército estadounidense. Falleció en la operación el propio Bin Laden —de dos tiros, uno en el pecho y otro en la cabeza—, un hijo de este, una mujer no identificada, el mensajero que había servido para localizarlo y un hermano del mismo. Según informaciones posteriores facilitadas por la administración estadounidense, Bin Laden no estaba armado al ser abatido, pero sí lo estaba la mujer que intentó protegerlo, la cual disparó a los comandos estadounidenses y por eso fue herida en una pierna (pero no resultó muerta como se informó al principio).
La versión que dieron las autoridades de Estados Unidos fue que el cuerpo había sido trasladado al portaaviones USS Carl Vinson, donde tras celebrarse un funeral según los ritos islámicos, fue sepultado en el mar Arábigo.
En 2012 el sitio web WikiLeaks filtró unos mensajes de un cargo de la CIA, Fred Burton, indicando que el cadáver había sido trasladado en avión a Dover, Delaware, para posteriormente ser depositado en el Instituto de Patología de las Fuerzas Armadas en Bethesda, Maryland.
No obstante, algunos analistas conocidos por haber planteado con anterioridad explicaciones alternativas a los atentados del 11-S, han señalado que el anuncio de la muerte de Bin Laden es incongruente y las circunstancias que la rodearon, extrañas. En relación con lo anterior han sugerido que su asesinato pudo ser un montaje del Gobierno estadounidense, ya que, según los datos que manejan podría haber fallecido mucho tiempo antes, incluso en diciembre de 2001. Entre las varias versiones conspirativas se encuentra la del periodista estadounidense Seymour Hersh, quien piensa que el ISI paquistaní retenía a Bin Laden desde 2006 y que tras la muerte de éste, provocada por soldados estadounidenses guiados por espías paquistaníes, su cuerpo no fue lanzado al océano.